# Кіптявник сивоголовий
Кіптявник сивоголовий (Cnemarchus erythropygius) — вид горобцеподібних птахів родини тиранових (Tyrannidae). Мешкає в Андах.

## Опис

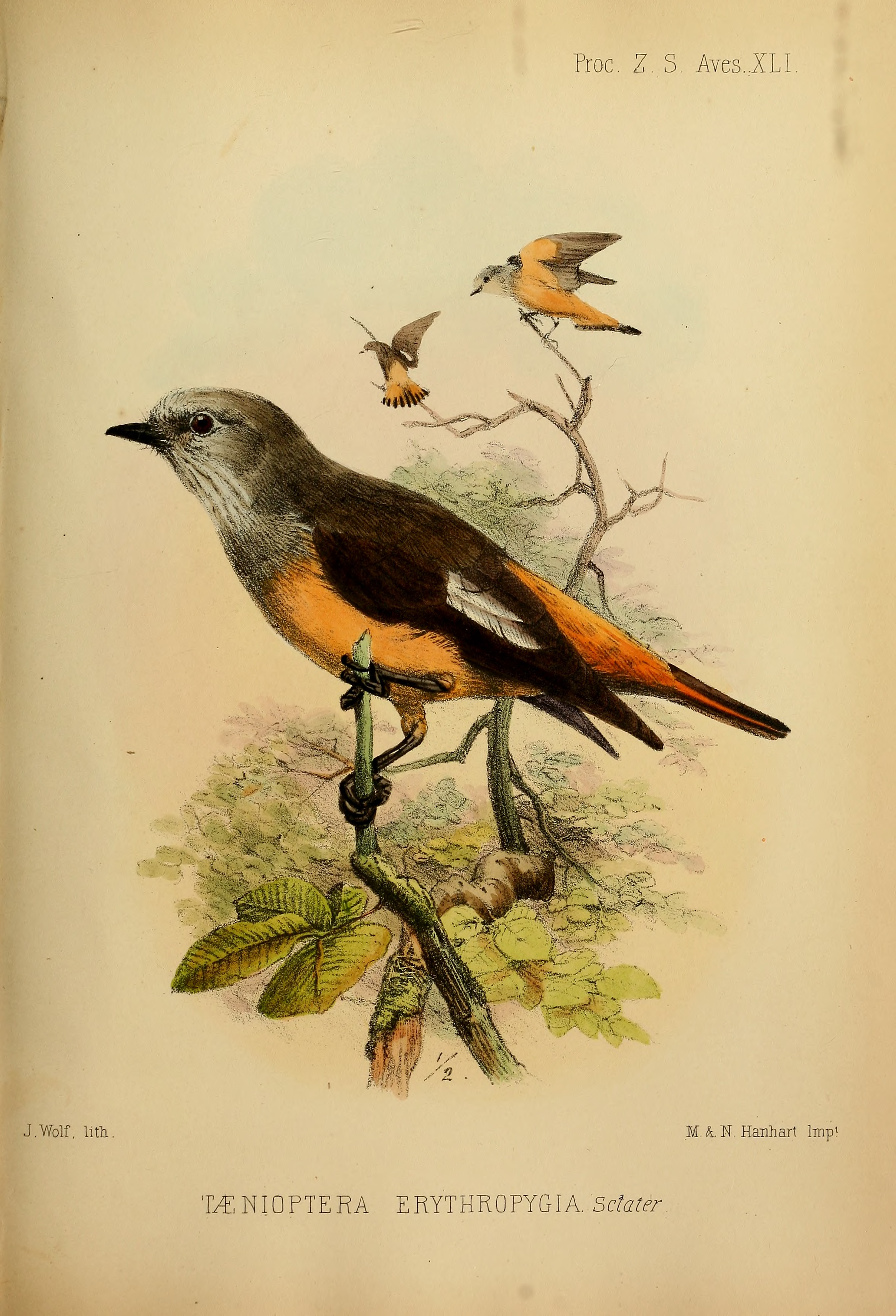
Сивоголовий кіптявник

Довжина птаха становить 23 см. Передня частина голови білувата, задня частина голови блідо-сіра, верхня частина тіла бурувато-сіра, надхвістя контрастно руде. На крилах білі плями, помітні в польоті, нижні покривні пера крил коричневі. Центральні стернові пера чорнуваті, решта стернових пера руді, на кінці чорні. Горло поцятковане білими і сірими смужками, груди сірі, живіт контрастно рудий. Дзьоб вузький.

## Підвиди
Виділяють два підвиди:
- C. e. orinomus Wetmore, 1946 — північна і центральна Колумбія (гірський масив Сьєрра-Невада-де-Санта-Марта і Колумбійські Анди);
- C. e. erythropygius (Sclater, PL, 1853) — Анди на півдні Колумбії (Нариньйо), в Еквадорі, Перу, західній і центральній Болівії (Ла-Пас, Кочабамба).

## Поширення і екологія
Сивоголові кіптявники мешкають в Колумбії, Еквадорі, Перу і Болівії. Вони живуть на відкритих луках парамо, місцями порослих деревами і чагарниками. Зустрічаються поодинці або парами, переважно на висоті від 2850 до 4100 м над рівнем моря. Живляться комахами.